# Maxine Kumin
Maxine Kumin (n. 6 iunie 1925, Pennsylvania, SUA – d. 6 februarie 2014, Warner⁠(d), New Hampshire, SUA) a fost o poetă și scriitoare americană.
A fost laureată a Premiului Pulitzer în 1973 pentru opera Up Country.
În perioada 1981 - 1982 a deținut titlul de Poet Laureat din partea Bibliotecii Congresului Statelor Unite ale Americii.
A fost o susținătoare a scriitoarelor și a militat pentru drepturile animalelor și pentru diverse cauze umanitare și sociale.
A scris numeroase volume de poezie, ficțiune, non-ficțiune, dar și de literatură pentru copii.